# Мотука
Мотука (порт. Motuca)  —  муниципалитет в Бразилии, входит в штат Сан-Паулу. Составная часть мезорегиона Араракара. Входит в экономико-статистический  микрорегион Араракуара. Население составляет 4294 человека на 2006 год. Занимает площадь 229,426 км². Плотность населения — 18,7 чел./км².
Праздник города —  20 января. 

## История
Город основан в 1892 году.

## Статистика
- Валовой внутренний продукт на 2003 составляет 192.014.501,00 реалов (данные: Бразильский институт географии и статистики).
- Валовой внутренний продукт на душу населения на 2003 составляет 46.832,81 реалов (данные: Бразильский институт географии и статистики).
- Индекс развития человеческого потенциала на 2000 составляет 0,761  (данные: Программа развития ООН).

## География
Климат местности: тропический. В соответствии с классификацией Кёппена, климат относится к категории Aw.